# آقاجانیان
آقاجانیان (زبان ارمنی: Աղաջանյան), یکی از نام‌های خانوادگی رایج در میان ارمنیان می‌باشد.
- استپان آقاجانیان، نقاش
- بن آقاجانیان، بازیکن فوتبال آمریکایی
- جی. سی. آقاجانیان، چهره بانفوذ در تاریخچه رشته ورزش‌های موتوری
- جورج آقاجانیان، عصب‌پژوه و استادیار مدرسه پزشکی ییل
- داویت آقاجانیان، هنرپیشه تلویزیونی
- گریگور پتروس آقاجانیان، کشیش
- مارکار آقاجانیان، بازیکن و مربی فوتبال
- هراچیا آقاجانیان، دیپلمات

## منبع
- Հովակիմյան, Բախտիար (2005). Հայոց ծածկանունների բառարան (PDF). Երևան: ԵՊՀ հրատ.